# Bellissimi difetti
| Recensione | Giudizio |
| ---------- | -------- |
| OndaRock   |          |
| Rockol     |          |
| Rock Shock |          |

Bellissimi difetti è il terzo album in studio del gruppo musicale italiano La Municipàl, pubblicato il 29 marzo 2019 dalla ICompany con distribuzione Luovo e Artist First.

## Tracce
Testi e musiche di Carmine Tundo.
1. Finirà tutto quanto – 4:08
2. Punk Ipa – 5:58
3. I tuoi bellissimi difetti – 4:18
4. Il funerale di Ivan – 4:06
5. I mondiali del '18 – 4:01
6. Mercurio Cromo – 3:35
7. Italian Polaroid – 3:33
8. Le vele – 5:23
9. Noi due sulla Luna – 2:13
10. Major Tom – 4:11
11. Scogliere – 3:13
12. Vecchie dogane – 3:56

## Formazione
- Carmine Tundo – voce, chitarra, batteria
- Isabella Tundo – voce, pianoforte, cori
- Simone Bertolotti – arrangiamento, missaggio, mastering